# کوریدوراس زنگاری
کوریدوراس زنگاری (Corydoras rabauti)، که با نام کوریدوراس ربوتی نیز شناخته میشود،  گونه‌ای کوچک از گربه‌ماهیان زره‌دار آب شیرین مناطق گرمسیری است که بومی حوضه های آمازون بالایی، سولیموز و ریو نگرو در آمریکای جنوبی است. این کوریدوراس برای اولین بار توسط گیاه شناس آمریکایی (Francesca Raimonde La Monte) در سال ۱۹۴۱ توصیف شد و اغلب در تجارت آکواریوم دیده می شود.

### توضیحات
کوریدوراس زنگاری گونه‌ای کوچک از گربه‌ماهی سانان است که طول آن معمولاً ۵۵ میلیمتر (۲٫۲ اینچ) تا ۶۵ میلیمتر (۲٫۶ اینچ) است. دارای دودیسی جنسی بوده و ماده‌های بالغ از نظر جنسی تمایل به رشد بزرگ‌تر، پهن‌تر و عمیق‌تر از نرها دارند. مانند همه اعضای جنس کوریدوراس ها، کوریدوراس ربوتی کاملاً بدون فلس است و در عوض با صفحات استخوانی معروف به پوسته پوشیده شده است. 

## پراکندگی و زیستگاه
کوریدوراس زنگاری بومی حوضه های شمالی آمازون ، سولیمو و ریو نگرو در آمریکای جنوبی است. در محدوده پی‌اچ بین ۶٫۰ تا ۸٫۰، در عمق بین ۲ متر (۶٫۶ فوت) تا ۲۵ متر (۸۲ فوت) و در دمای ۲۵ تا ۲۷ درجه سانتیگراد مناطق گرمسیری یافت میشود.  این گونه در درجه اول در دریاچه های دشت‌های سیلابی، دریاچه های طوقی و زیستگاه های رودخانه ای زندگی می کند. گستره کامل پراکنش آن تا حدودی نامشخص است، ولی احتمالاً در برزیل و پرو و شاید در کلمبیا نیز ساکن است.

### در آکواریوم
مانند سایر گونه های کوریدوراس، کوریدوراس زنگاری یک ماهی خوش منظره و محبوب در تجارت آکواریوم است. حداقل اندازه آکواریوم ۹۰ در 30 سانتی متر توصیه می شود، زیرا به طور ایده آل باید در دسته های حداقل چهار تا شش عدد نگهداری شوند. شرایط ایده آل آب، محدوده دمایی ۲۰ تا ۲۷ درجه سانتیگراد، پی‌اچ ۵٫۵ تا ۷٫۲ و سختی ۱۸ تا 215 ppm توصیه میشود. بستر ایده آل ماسه ریز است، اما شن گرد یک جایگزین قابل قبول است، مشروط بر اینکه به طور منظم تمیز شود. 

## مراجع
1. 1 2  "Corydoras rabauti, Rust corydoras". FishBase. Retrieved 4 February 2020.